# Marsdiep (schip, 1926)
De SS Marsdiep was het derde schip dat de Koninklijke N.V. Texels Eigen Stoomboot Onderneming (TESO) in dienst heeft gehad. Het casco werd gebouwd door de N.V. Scheepsbouwwerf De Merwede v/h Van Vliet & Co. te Hardinxveld. Bij de Oranjewerf in Amsterdam is het schip verder afgebouwd. Het schip is in 1926 in dienst gesteld om de raderstoomboot Ada van Holland te vervangen.
In 1955 kwam het schip De Dageraad in de vaart. Hierna werd de Marsdiep in 1956 aan het bedrijf Junius in Rotterdam verkocht en verbouwd tot tankcleaner. Dit schip heeft als tankcleaner gevaren in Rotterdam, ook onder de naam Marsdiep. In 1973 is dit schip omgebouwd tot motorschip met een Bolnes diesel bij P.Smit Jr op Feyenoord in Rotterdam. Het werd daarna als cleanboot bij Langeberg uit Amsterdam gebruikt. In 1995 werd dit schip door een bekende van de TESO herontdekt in de petroleumhaven van Amsterdam onder de naam Joke Langeberg. Met het 100-jarig bestaan van de TESO in het verschiet komt een aantal mensen het schip inspecteren voor eventuele renovatie. Het loopt uit op een teleurstelling, want het schip is al weg aan het roesten en wachtte eigenlijk op de sloop. Zij verdwijnt onder de sloophamer in 1995 in 's Gravendeel.